# Summit (supercomputador)
El superordinador OLCF-4 o més conegut com a Summit, és un supercomputador desenvolupat per IBM i que s'utilitza en el Laboratori Nacional d'Oak Ridge. Al novembre de 2019, el supercomputador Summit va aconseguir arribar a un rendiment de 148.600 petaFlops en la referència LINPACK benchmark, sent capaç de poder arribar als 200 petaFlops de velocitat. Gràcies a les noves marques obtingudes durant el novembre de 2019 va ser capaç de superar al que era el supercomputador més potent del món, l'anomenat Sierra que tenia un LINPACK benchmark de 94,640.
Summit és el proper salt en sistemes de computació de classe de llibertat per a la ciència oberta. Amb Summit es podrà abordar, amb una complexitat i una fidelitat major, preguntes sobre qui som, quin és el nostre lloc a la Terra i en el nostre univers.
Summit, llançat el 2018, ofereix 8 vegades el rendiment computacional dels 18.688 nodes de Titan, utilitzant només 4.608 nodes. Igual que Titan, Summit té una arquitectura híbrida, i cada un dels seus nodes conté múltiples CPU IBM POWER9 i GPU NVIDIA Volta, totes connectades amb el NVLink d'alta velocitat d'NVIDIA. Cada node del Summit té més de mig terabyte de memòria coherent (memòria de gran ample de banda + DDR4) direccionable per totes les CPU i GPU més 800GB de memòria d'accés aleatori no volàtil que es pot utilitzar com a memòria intermèdia de ràfega.
Gràcies a Summit és possible als investigadors de tots els camps de la ciència un accés sense precedents per resoldre alguns dels desafiaments més urgents del món.

## Història
1954: La Naval Ordenance Research Calculator va ajudar a predir el temps i va realitzar altres càlculs complexos.
1964: L'IBM 7030 va se capaç de fer 2 milions d'operacions per segon.
1966: L'IBM 360 i els seus successors van ajudar a impulsar el Programa Apollo de la NASA.
1997: El supercomputador Deep Blue va guanyar a una partida d'escacs al campió Garri Kaspàrov.
2004: Blue Gene marca la nova era de supercomputadors, a més va ajudar a biòlegs en el camp de la genètica.
2008: Construït pel Laboratori Nacional, Roadrunnner és el primer supercomputador del món en aconseguir la velocitat de l'ordre de petaflops.
2011: El supercomputador Watson guanya en el concurs de preguntes Jeopardy contra altres persones, guanyant el pot d'un milió que es va donar a caritat.
2012: Sequoia, la tercera generació del sistema Blue Gene, aconsegueix arribar a la velocitat de 16,32 petaflops.
2018: Summit començà a treballar en Oak Ridge National Laboratory; que és una màquina germana a Sierra, llançada al Lawrence Livermore National Laboratory.

## Disseny i capacitat
Com bé diu en John Kelly, vicepresident sènior de l'àrea de solucions cognitives i investigació d'IBM, la supercomputació és com la Fórmula 1 de la computació, és a dir, on les empreses proven tecnologia punta a una escala sense precedents. Afirma que aquest sistema no és solament el més ràpid del món sinó que també està optimitzat per a la IA en un món on amb una gran quantitat de dades i amb aquesta potència es poden expandir el límits de la innovació per poder resoldre el que abans era irresoluble.
I és que, per fer-nos una idea de la tecnologia que s'utilitza en aquest ordinador, el Summit té una capacitat de càlcul de fins a 200 petaflops, gairebé el doble que el seu perseguidor, anomenat Sierra i també de l'empresa IBM, que té una capacitat de 125 petaflops.
El Summit, presentat al 2018, ofereix 8 cops més rendiment computacional que els 18,688 nodes del Titan, utilitzant només 4,608 nodes. De la mateixa manera que el Titan, el Summit està també compost per una arquitectura híbrida, i cada node conté multitud d'IBM POWER9 CPUs and NVIDIA Volta GPUs, totes elles connectades entre si mitjançant l'NVIDIA NVLink d'alta velocitat.
A part dels 200 petaflops, com a dades principals cal destacar la seva capacitat d'emmagatzematge de fins a 250 petabytes, equivalent a 250000 cops més emmagatzematge que un ordinador comú d'1TB. I és que aquestes capacitats no provenen d'enlloc més que de les 9216 CPU IBM POWER9 i de les 27648 NVIDIA GPU Tesla esmentades abans, dues de les unitats de processament central i gràfic més potents del mercat.
| Processador               | IBM POWER9™ (2/node)                                |
| GPUs                      | 27,648 NVIDIA Volta V100s (6/node)                  |
| Nodes                     | 4,608                                               |
| Rendiment del node        | 42TF                                                |
| Memòria per node          | 512GB DDR4 + 96GB HBM2                              |
| Memòria per node NV       | 1600GB                                              |
| Memòria total del sistema | >10PB DDR4 + HBM + No-volàtil                       |
| Tipus d'interconnexió     | Mellanox EDR 100G InfiniBand, Non-blocking Fat Tree |
| Consum d'energia màxim    | 13MW                                                |

## Àrees d'investigació

### Simulacions de supernoves
Es realitzen les simulacions més llargues i profundes de les supernoves i les característiques dels seus elements com el ferro i l'or, amb una capacitat d'almenys cent cops més gran que la disponible fins ara.
El principal objectiu de l'estudi de les supernoves és comprendre com realment es creen els elements en aquesta gran explosió, i després, com s'expandeixen per l'espai.
Gràcies al Summit, i llur gran capacitat de memòria es pot crear un model d'explosió de supernova amb un alt factor de confiança.

### Manipulació d'energia
L'any 2019 un grup d'investigadors va guanyar el Premi Gordon Bell 2019 en la conferència SC19 en usar el Summit per establir un rècord que simula els fluxos de corrent a través d'un xip. La simulació permet avançar en l'estudi de com aconseguir mantenir els processadors sense escalfar-se dins del computadors d'alt rendiment.
La simulació va consistir en ensenyar com flueix l'electricitat a través d'una porció de transistors de 10.000 àtoms amb una precisió similar i 14 vegades més ràpid que en un treball anterior que es va realitzar amb una mostra de 1.000 àtoms. El punt fort del treball, va consistir en el disseny d'un solucionador de transport quàntic que va eliminar els colls d'ampolla de la simulació. Gràcies a aquest disseny es va aconseguir obtenir resultats dos ordres de magnitud més ràpid que en els treballs anteriors.
Per poder dur a terme aquesta simulació, es van requerir 90,89 petaflops de rendiment de precisió mixta del Summit. A més a més, el treball es va executar en 4.560 nodes del Supercomputador, utilitzant un 98,96% dels nodes disponibles.
Finalment la simulació va crear un mapa d'on i com es genera i allibera la calor en un sol transistor. Aquest treball utilitza un enfocament centrat en les dades per desenvolupar aplicacions que inclouen una interfície gràfica que permet veure als usuaris on estan ubicats els colls d'ampolla en el moviment de les dades.

### Anàlisis de dades mèdiques i estudis de genètica
Els sistemes d'IA i aprenentatge automàtic llegiran, analitzaran i classificaran gran quantitats de textos, imatges i dades mèdiques, proporcionant una visió integral del càncer als Estats Units i permetent descobrir relacions ocultes entre factors com els gens, substàncies corporals que indiquen un procés anormal i, per acabar, el medi ambient.
Un dels primers projectes d'investigació va ser l'estudi de l'addicció als opiacis, el propòsit principal del qual és entendre com funciona la vida a nivell molecular.
Només un 10% de la població que té prescrits opiacis es torna addicta. Això és causat per una complexa arquitectura genètica que crea una proprensió a la addicció.

### Investigació sobre el càncer
Els sistemes d'IA també acceleren la comprensió de la salut humana i de malalties com el càncer, afeccions cardíaques o addiccions, ja que es poden analitzar i relacionar grans conjunts de dades biomèdiques i clíniques sobre els gens, proteïnes i sistemes cel·lulars humans.
Thomas Potok, líder del grup d'anàlisi de dades computacionals de l'ORNL, és un dels responsable de crear xarxes neuronals veritablement poderoses. Juntament amb el seu grup han creat una gran quantitat de software que els fa millors que qualsevol codificador humà: xarxes neuronals evolutives multinode per a aprenentatge profund (MENNDL).
Amb els reconeixements de ser finalistes al 2018 pel premi Gordon Bell, de l'”Association for Computing Machinery”, i de guanyar el premi R&D 100, també al 2018, la xarxa neuronal MENNDL utilitza un algorisme evolutiu que no només crea xarxes d'aprenentatge profund sinó que també és capaç d'evolucionar el disseny de xarxes sobre la marxa. Al combinar i provar automàticament milions de xarxes primàries per produir fills de major rendiment, genera xarxes neuronals optimitzades. I tot això succeeix en qüestió d'hores a la supercomputadora Summit, un procés que portaria a un programador humà molts anys completar-lo, si es que ho aconsegueix.

### Investigació per trobar la vacuna contra la COVID-19
Els investigadors del Laboratori Nacional d'Oak Ridge van utilitzar Summit per realitzar simulacions de més de 8.000 compostos possibles per seleccionar els que tenen més oportunitat d'impactar en la malaltia, en unir-se a la principal proteïna “espiga” del SARS-CoV-2, i la va fer incapaç d'infectar cèl·lules hostes. Van classificar els compostos d'interès que podrien tenir valor en estudis experimentals del virus.
En només dos dies va identificar 77 d'aquestes molècules que eren capaces de lluitar contra la COVID-19, i les va estudiar. Si els investigadors haguessin utilitzat els mètodes tradicional de recerca haurien tardat anys en trobar i estudiar aquestes molècules.